# برونو كوبي
برونو كوبي (بالإيطالية: Bruno Coppi) (و. 1935 – م) هو فيزيائي، وأستاذ جامعي من إيطاليا . ولد في لومبارديا .
وهو عضواً في الأكاديمية الأمريكية للفنون والعلوم .

## مناصب وهيئات
أدار معهد ماساتشوست للتكنولوجيا.

## جوائز
حصل على جوائز منها:
- James Clerk Maxwell Prize in Plasma Physics (1987).